# Sint-Helenaral
De Sint-Helenaral (Aphanocrex podarces synoniem: Atlantisia podarces) is een uitgestorven vogel uit de familie van de rallen, koeten en waterhoentjes (Rallidae). Het was een vrij grote soort met het formaat van de Nieuw-Zeelandse weka (Gallirallus australis).

## Verspreiding en leefgebied
Deze soort was endemisch op het eiland Sint-Helena, een eiland in het zuiden van de Atlantische Oceaan, 2800 km ten westen van de Afrikaanse kust. De vogel werd kort na aankomst van kolonisten in 1502 door jacht uitgeroeid.